# Lynda Tolbert-Goode
Lynda Tolbert-Goode (geb. Tolbert; * 3. Oktober 1967 in Washington, D.C.) ist eine ehemalige US-amerikanische Hürdenläuferin, deren Spezialdisziplin der 100-Meter-Hürdenlauf war.
Als Dritte der US-Ausscheidungskämpfe (Trials) qualifizierte sie sich für die Olympischen Spiele 1992 in Barcelona, bei denen sie Vierte wurde. Im Jahr darauf gewann sie Bronze bei den Leichtathletik-Weltmeisterschaften in Stuttgart.
1996 wurde sie trotz einer gerade erst überstandenen Erkrankung am Pfeiffer-Drüsenfieber Zweite der Trials und Siebte bei den Olympischen Spielen in Atlanta.
1989 und 1993 wurde sie nationale Meisterin. In der Halle errang sie 1995 den US-Titel im 60-Meter-Hürdenlauf.
Lynda Tolbert-Goode ist 1,64 m groß und wog zu Wettkampfzeiten 53 kg. Sie ist Absolventin der Arizona State University und seit 1993 mit Jerald Goode verheiratet.

## Persönliche Bestzeiten
- 60 m Hürden (Halle): 7,93 s, 4. März 1995, Atlanta
- 100 m Hürden: 12,67 s, 20. August 1993, Stuttgart